# Convenção sobre Substâncias Psicotrópicas
A Convenção sobre Substâncias Psicotrópicas de 1971 é um tratado das Nações Unidas destinado a controlar drogas psicoativas, como estimulantes do tipo anfetamina, barbitúricos, benzodiazepínicos e psicodélicos, assinado em Viena, Áustria, em 21 de fevereiro de 1971. A Convenção Única sobre Entorpecentes de 1961 não proibiu os muitos psicotrópicos recém-descobertos, já que seu escopo era limitado a drogas com efeitos semelhantes aos da cannabis, coca e ópio.
Durante a década de 1960, essas drogas tornaram-se amplamente disponíveis, e as autoridades governamentais se opuseram a isso por vários motivos, argumentando que, junto com os efeitos negativos à saúde, o uso de drogas levava a padrões morais rebaixados. A Convenção, que contém restrições de importação e exportação e outras regras destinadas a limitar o uso de drogas para fins científicos e médicos, entrou em vigor em 16 de agosto de 1976. Desde 2013, 183 estados membros são Partes do tratado. Muitas leis foram aprovadas para implementar a Convenção, incluindo o Canadian Controlled Drugs and Substances Act, o UK Misuse of Drugs Act 1971 e o US Psychotropic Substances Act. Adolf Lande, sob a direção do Escritório de Assuntos Jurídicos das Nações Unidas, preparou o Comentário sobre a Convenção sobre Substâncias Psicotrópicas. O Comentário, publicado em 1976, é uma ajuda inestimável para a interpretação do tratado e constitui uma parte fundamental de sua história legislativa.
As disposições para acabar com o tráfico internacional de drogas abrangidas por esta Convenção estão contidas na Convenção das Nações Unidas contra o Tráfico Ilícito de Entorpecentes e Substâncias Psicotrópicas. Esse tratado, assinado em 1988, regulamenta os precursores químicos de drogas controlados pela Convenção Única e pela Convenção sobre Substâncias Psicotrópicas. Também fortalece as disposições contra lavagem de dinheiro e outros crimes relacionados a drogas.

## Listas de Substâncias Controladas
A lista de Listas e as substâncias nelas presentes podem ser encontradas no site do Conselho Internacional de Controle de Narcóticos.
A Convenção tem quatro Listas de substâncias controladas, variando da Lista I (mais restritiva) à Lista IV (menos restritiva). Uma lista de substâncias psicotrópicas e suas listas correspondentes foi anexada ao tratado de 1971. O texto da Convenção não contém uma descrição formal das características das substâncias que se enquadram em cada Lista, em contraste com a Lei de Substâncias Controladas dos EUA de 1970, que deu critérios específicos para cada Lista no sistema dos EUA. Os estimulantes do tipo anfetamina (ATS), uma classe legal de estimulantes – nem todos são anfetaminas substitutas – foram definidos no tratado de 1971 e em revisões subsequentes. Um relatório do Parlamento Europeu de 2002 e um relatório do UNODC de 1996 sobre ATS descrevem as listas internacionais abaixo:
- A Tabela I inclui drogas alegadamente como criando um sério risco à saúde pública, cujo valor terapêutico não é atualmente reconhecido pela Comissão de Drogas Narcóticas. Inclui isômeros de THC, psicodélicos sintéticos como o LSD e psicodélicos naturais como certas triptaminas substituídas. ATS como catinona, MDA e MDMA (ecstasy) também se enquadram nessa categoria.
- O Anexo II inclui certos ATS com usos terapêuticos, como delta-9-THC (incluindo dronabinol, sua forma sintética), anfetamina e metilfenidato.
- A Tabela III inclui produtos barbitúricos com efeitos rápidos ou médios, que têm sido objeto de abuso grave, embora úteis terapeuticamente, benzodiazepínicos fortemente sedativos como o flunitrazepam e alguns analgésicos como a buprenorfina. O único ATS nesta categoria é catine.
- O esquema IV inclui alguns barbitúricos mais fracos como ( fenobarbital ) e outros hipnóticos, benzodiazepínicos ansiolíticos (exceto flunitrazepam) e alguns estimulantes mais fracos (como modafinil e armodafinil). Mais de uma dúzia de ATS estão incluídos nesta categoria, incluindo a fentermina anfetamina substituída.

Um relatório do UNODC de 1999 observa que o Anexo I é um regime completamente diferente dos outros três. De acordo com esse relatório, a Lista I contém principalmente drogas alucinógenas, como o LSD, produzidas por laboratórios ilícitos, enquanto as outras três Listas são principalmente para produtos farmacêuticos produzidos lícitamente. O relatório do UNODC também afirma que os controles do Anexo I da Convenção são mais rigorosos do que os previstos na Convenção Única, uma alegação que parece ser contrariada pelos relatórios do Senado do Canadá de 2002 e do Parlamento Europeu de 2003.

Embora as estimativas e outros controles especificados pela Convenção Única não estejam presentes na Convenção sobre Substâncias Psicotrópicas, o Conselho Internacional de Controle de Narcóticos corrigiu a omissão solicitando às Partes que apresentassem informações e estatísticas não exigidas pela Convenção e usando as respostas iniciais positivas de vários estados produtores de drogas orgânicas para convencer outros a seguir. Além disso, a Convenção impõe restrições mais rígidas às importações e exportações de substâncias da Lista I. Um relatório do Boletim sobre Narcóticos de 1970 observa: 
LSD, mescalina, etc., são controlados de forma mais rigorosa do que a morfina sob os tratados de narcóticos. O artigo 7º, que estabelece esse regime, dispõe que tais substâncias somente poderão ser movimentadas no comércio internacional quando tanto o exportador quanto o importador forem autoridades governamentais, ou órgãos governamentais ou instituições especialmente autorizadas para esse fim; além dessa identificação muito rígida de fornecedor e destinatário, em cada caso também é obrigatória a autorização de exportação e importação.

## Processo de inclusão
O Artigo 2 estabelece um processo para adicionar medicamentos adicionais às Listas. Primeiro, a Organização Mundial da Saúde (OMS) deve determinar que o medicamento atende aos critérios específicos estabelecidos no Artigo 2, Seção 4 e, portanto, é elegível para controle. Em seguida, a OMS emite uma avaliação da substância que inclui:
- A extensão ou probabilidade de abuso,
- O grau de gravidade do problema de saúde pública e social,
- O grau de utilidade da substância na terapia médica legítima e
- Se as medidas de controle internacional previstas no tratado seriam apropriadas e úteis.

Artigo 2, parágrafo 4:
Se a Organização Mundial da Saúde constatar: (a) Que a substância tem a capacidade de produzir (i) (1) Um estado de dependência e (2) Estimulação ou depressão do sistema nervoso central, resultando em alucinações ou distúrbios na função motora ou no pensamento ou comportamento ou percepção ou humor, ou (ii) Abuso semelhante e efeitos nocivos semelhantes aos de uma substância na Lista I, II, III ou IV, e (b) Que há evidência suficiente de que a substância está sendo ou é susceptível de ser abusada de modo a constituir um problema de saúde pública e social que justifique a colocação da substância sob controle internacional, a Organização Mundial da Saúde comunicará à Comissão uma avaliação da substância, incluindo a extensão ou probabilidade de abuso, o grau de gravidade do problema de saúde pública e social e o grau de utilidade da substância na terapêutica médica, juntamente com recomendações sobre medidas de controle, se houver, que sejam adequadas à luz de sua avaliação.
O Comentário dá o álcool e o tabaco como exemplos de drogas psicoativas que foram consideradas como não se enquadrando nos critérios acima pela Conferência de 1971 que negociou a Convenção. O álcool pode causar dependência e depressão do sistema nervoso central, resultando em distúrbios de pensamento e comportamento, além disso, o álcool causa efeitos semelhantes aos barbitúricos, o álcool causa "problemas sociais e de saúde pública" muito sérios em muitos países e também tem uso mínimo na medicina moderna. No entanto, de acordo com o Comentário:
O álcool não 'permite' esse tipo de controle porque não é 'adequado' ao regime da Convenção de Viena. Parece óbvio que a aplicação das medidas administrativas previstas nesse tratado não resolveria nem atenuaria o problema do álcool.
Da mesma forma, o tabaco pode causar dependência e tem pouco uso medicinal, mas não foi considerado estimulante ou depressivo ou semelhante a outras substâncias classificadas. Mais importante, de acordo com o Comentário:
[O tabaco] não é adequado para os tipos de controle previstos na Convenção de Viena e que, se aplicados, não teriam nenhum impacto útil sobre o problema do tabaco. Este problema, por muito grave que seja, não «justifica» a colocação do tabaco «sob controlo internacional», ou seja, ao abrigo da Convenção de Viena.
A Comissão de Entorpecentes toma a decisão final sobre a inclusão do medicamento em uma Lista, "levando em conta a comunicação da Organização Mundial da Saúde, cujas avaliações serão determinantes quanto a questões médicas e científicas, e tendo em mente os aspectos econômicos, sociais, legais, administrativos e outros que considere relevantes". Um processo semelhante é seguido na exclusão de um medicamento dos Horários ou na transferência de um medicamento entre os Horários. Por exemplo, em sua 33ª reunião, o Comitê de Especialistas em Dependência de Drogas da OMS recomendou a transferência do tetrahidrocanabinol para o Anexo IV da Convenção, citando seus usos médicos e baixo potencial de abuso. No entanto, a Comissão de Drogas Narcóticas se recusou a votar se deve seguir a recomendação da OMS e reprogramar o tetraidrocanabinol. O Conselho Econômico e Social da ONU, como órgão-mãe da Comissão de Narcóticos, pode alterar ou reverter as decisões de agendamento da Comissão.
No caso de desacordo sobre a classificação de um medicamento, o Artigo 2, Parágrafo 7 permite que uma Parte, no prazo de 180 dias a partir da comunicação da decisão da Comissão, dê ao Secretário-Geral da ONU "uma notificação por escrito que, em vista de circunstâncias excepcionais, não está em condições de dar efeito em relação a essa substância a todas as disposições da Convenção aplicáveis às substâncias dessa Lista." Isso permite que a nação cumpra um conjunto menos rigoroso de restrições. A Lei de Substâncias Controladas dos Estados Unidos 21 USC § 811(d)(4) implica que a colocação de um medicamento no Anexo IV ou V da Lei é suficiente para "cumprir as obrigações mínimas dos Estados Unidos sob o parágrafo 7 do artigo 2 da Convenção ". Esta disposição, que prevê a colocação temporária de um medicamento sob o controle federal de medicamentos caso a Convenção o exija, foi invocada em 1984 com o Rohypnol (flunitrazepam). Muito antes do abuso da droga ser suficientemente difundido nos Estados Unidos para atender aos critérios de controle de drogas da Lei, o rohypnol foi adicionado às Listas da Convenção sobre Substâncias Psicotrópicas, e o governo dos EUA teve que colocar o rohipnol no Anexo IV da Lei de Substâncias Controladas a fim de cumprir suas obrigações mínimas do tratado.
Em março de 2005, 111 substâncias eram controladas pela Convenção.

## Usos médicos e científicos
Assim como a Convenção Única sobre Entorpecentes, a Convenção sobre Substâncias Psicotrópicas reconhece o uso científico e médico de drogas psicoativas, enquanto proíbe outros usos. O artigo 7º dispõe que:
Com relação às substâncias do Anexo I, as Partes devem: (a) Proibir todo uso, exceto para fins científicos e médicos muito limitados, por pessoas devidamente autorizadas, em estabelecimentos médicos ou científicos que estejam diretamente sob o controle de seus governos ou especificamente aprovados por eles.
Nesse sentido, a Lei de Substâncias Controladas dos Estados Unidos é mais rígida do que a Convenção exige. Ambos têm uma categoria estritamente restrita de drogas chamada Tabela I, mas a Lei dos EUA restringe o uso médico de substâncias Lista I para estudos de pesquisa, enquanto a Convenção permite uso médico mais amplo, mas limitado e restrito, de substâncias controladas Lista I, mas uso científico ou industrial de substâncias controladas é normalmente permitido.

## Precursores
Um Boletim de 1971 sobre Narcóticos observa:
O Artigo 2º, no parágrafo 4º do texto original, manteve o conceito do Artigo 3º (3) (iii) da Convenção Única, e exigia a aplicação a um "precursor" – isto é, uma substância "facilmente conversível" em uma substância sob controle – de medidas de controle. Em Viena, concordou-se que a complexidade do controle de precursores de substâncias psicotrópicas era tão grande que nenhuma obrigação absoluta de controlá-los foi estabelecida. O novo artigo 2, parágrafo 9, pede às Partes que "enviem seus melhores esforços" para aplicar "as medidas de supervisão possíveis" às substâncias que podem ser usadas na fabricação ilícita de substâncias psicotrópicas, ou seja, seus precursores e possivelmente também substâncias essenciais na química da manufatura.
Essa disposição acabou sendo considerada inadequada e foi fortalecida pelo regime de controle de precursores da Convenção das Nações Unidas Contra o Tráfico Ilícito de Entorpecentes e Substâncias Psicotrópicas, que estabeleceu duas Tabelas de precursores controlados. A Comissão de Drogas Narcóticas e o Conselho Internacional de Controle de Narcóticos foram encarregados de adicionar, remover e transferir substâncias entre as Mesas.

## Plantas orgânicas
O Comentário sobre a Convenção sobre Substâncias Psicotrópicas observa que, embora muitos produtos químicos derivados de plantas sejam controlados pelo tratado, as próprias plantas não são:
O termo "sintético" parece referir-se a uma substância psicotrópica fabricada por um processo de síntese química completa. Pode-se supor também que os autores da Convenção de Viena pretendiam aplicar o termo "material natural" a partes de uma planta que constituem uma substância psicotrópica, e o termo "substância psicotrópica natural" a uma substância obtida diretamente de uma planta por algum processo de fabricação que era relativamente simples e, em todo caso, muito mais simples do que um processo de síntese química completa.
(...)
O cultivo de plantas com a finalidade de obter substâncias psicotrópicas ou matérias-primas para a fabricação de tais substâncias não é "manufatura" no sentido do Artigo 1, parágrafo (i). Muitas disposições da Convenção de Viena que regem as substâncias psicotrópicas seriam inadequadas para aplicação ao cultivo. A colheita de substâncias psicotrópicas, ou seja, a separação dessas substâncias das plantas de onde são obtidas, é "fabricação".
(...)
O cultivo de plantas das quais são obtidas substâncias psicotrópicas não é controlado pela Convenção de Viena. (...) Nem a coroa (fruto, botão de mescal) do cacto Peyote nem as raízes da planta Mimosa hostilis nem os próprios cogumelos Psilocybe estão incluídos no Anexo 1, mas apenas seus respectivos princípios, Mescalina, DMT e Psilocibina.
O México, em particular, argumentou que a "produção" de drogas psicotrópicas não deveria se aplicar a plantas silvestres, como cactos peiote ou cogumelos com psilocibina. O Boletim sobre Narcóticos observou que "o México não poderia comprometer-se a erradicar ou destruir essas plantas".  Em comparação com a Convenção Única sobre Entorpecentes (que exige "arrancar todos os arbustos de coca que crescem selvagens" e o licenciamento governamental, compra e venda no atacado de ópio lícito, coca e plantações de cannabis), a Convenção sobre Substâncias Psicotrópicas dedica poucas palavras ao tema das plantas psicoativas.
Em 2 de julho de 1987, o Secretário Adjunto de Saúde dos Estados Unidos recomendou que a Drug Enforcement Administration iniciasse uma ação de agendamento sob a Lei de Substâncias Controladas para implementar as restrições exigidas pelo status da Tabela I da catinona sob a Convenção. A regra da DEA de 1993 que coloca a catinona no CSA's Schedule I observou que ela também estava efetivamente banindo o khat :
A catinona é o principal componente psicoativo da planta Catha edulis (khat). As folhas novas de khat são mastigadas para um efeito estimulante. A promulgação desta regra resulta na colocação de qualquer material que contenha catinona no Anexo I.

## Precursores
Um Boletim de 1971 sobre Narcóticos observa:
O Artigo 2º, no parágrafo 4º do texto original, manteve o conceito do Artigo 3º (3) (iii) da Convenção Única, e exigia a aplicação a um "precursor" – isto é, uma substância "facilmente conversível" em uma substância sob controle – de medidas de controle. Em Viena, concordou-se que a complexidade do controle de precursores de substâncias psicotrópicas era tão grande que nenhuma obrigação absoluta de controlá-los foi estabelecida. O novo artigo 2, parágrafo 9, pede às Partes que "enviem seus melhores esforços" para aplicar "as medidas de supervisão possíveis" às substâncias que podem ser usadas na fabricação ilícita de substâncias psicotrópicas, ou seja, seus precursores e possivelmente também substâncias essenciais na química da manufatura.
Essa disposição acabou sendo considerada inadequada e foi fortalecida pelo regime de controle de precursores da Convenção das Nações Unidas Contra o Tráfico Ilícito de Entorpecentes e Substâncias Psicotrópicas, que estabeleceu duas Tabelas de precursores controlados. A Comissão de Drogas Narcóticas e o Conselho Internacional de Controle de Narcóticos foram encarregados de adicionar, remover e transferir substâncias entre as Mesas.

## Analógicos
Por volta de 1999, o Governo da Espanha propôs emendar as Listas I e II para incluir isômeros, ésteres, éteres, sais de isômeros, ésteres e éteres e qualquer "substância resultante da modificação da estrutura química de uma substância já incluída na Lista I ou II e que produziram efeitos farmacológicos semelhantes aos produzidos pelas substâncias originais". A OMS se opôs a essa mudança. A Comissão de Drogas Narcóticas alterou as listas para incluir estereoisomerismos, no entanto, com o entendimento de que "isômeros específicos que não têm atividade farmacológica perigosa e que não representam perigo para a sociedade podem ser excluídos do controle, como dextrometorfano tinha sido no caso do Anexo I da Convenção de 1961".

## Tratamento e prevenção
O Artigo 22 permite que as Partes, ao implementar as disposições penais da Convenção, abram exceções para usuários de drogas, substituindo a pena de prisão por "tratamento, educação, cuidados posteriores, reabilitação e reintegração social". Isso reflete uma mudança de foco na guerra contra as drogas do encarceramento para o tratamento e prevenção que já havia começado a acontecer em 1971. De fato, em 1972, uma disposição paralela permitindo o tratamento para usuários de drogas foi adicionada à Convenção Única sobre Entorpecentes por o Protocolo que Emenda a Convenção Única sobre Entorpecentes.
O Artigo 20 determina medidas de tratamento, educação e prevenção de drogas e exige que as Partes ajudem nos esforços para "obter uma compreensão dos problemas do abuso de substâncias psicotrópicas e de sua prevenção" e "promover tal compreensão entre o público em geral se houver risco que o abuso de tais substâncias se tornará generalizado." Para cumprir essas disposições, a maioria das Partes apoia financeiramente organizações e agências dedicadas a esses objetivos. Os Estados Unidos, por exemplo, estabeleceram o Instituto Nacional sobre Abuso de Drogas em 1974 para cumprir os requisitos de pesquisa e começaram a patrocinar a Educação de Resistência ao Abuso de Drogas em 1983 para ajudar a cumprir os requisitos educacionais e de prevenção.